# Benjamin Bratt
Pour les articles homonymes, voir Bratt.
Benjamin Bratt, né le 16 décembre 1963 à San Francisco, est un acteur et producteur américain.
Il accède à la notoriété grâce à la série télévisée policière New York, police judiciaire (1995-1999) dans laquelle il joue l'inspecteur « Rey » Curtis, ce qui lui vaut une citation pour le Primetime Emmy Award du meilleur acteur dans un second rôle dans une série télévisée dramatique.
Au cinéma, il joue autant les premiers rôles que les rôles de soutien dans Les Princes de la ville (1993), Demolition Man (1993), Un couple presque parfait (2000), Planète rouge (2000), Miss Détective (2000), Traffic (2000), Abandon (2002) et Catwoman (2004).
Il porte ensuite les éphémères DOS : Division des opérations spéciales (2005-2006) et The Cleaner (2008-2009). Dans le même temps, il est à l'affiche de L'Amour aux temps du choléra (2008) et La Mission (2009), avant de rejoindre la distribution principale des deux dernières saisons de Private Practice (2011-2013). Il intègre ensuite la distribution principale des deux premières saisons de la série musicale Star (2016-2018).
Il a aussi joué des rôles récurrents dans 24 heures chrono (2014) et Modern Family (2010-2017) et a notamment joué dans Infiltré (2013), Mise à l'épreuve 2 (2016), Doctor Strange (2016) et L'Exécuteur (2017).

## Biographie
Sa mère est péruvienne d'origine quechua et son père américain d'origine allemande, anglaise et autrichienne.
Né à San Francisco (Californie), troisième des cinq enfants de sa mère, Bratt suit les cours au lycée Lowell, où il développe ses talents dramatiques dans la Lowell Forensic Society (en). Bratt obtient un B.F.A. à l'Université de Californie à Santa Barbara.

### Carrière

#### Débuts et révélation télévisuelle
Il commence à jouer dans une série télévisée, Juarez, mais le projet n'est finalement pas retenu. Il enchaîne alors avec des rôles secondaires sous la direction de réalisateurs tels que Jan Eliasberg, James Darren et Rick Rosenthal.
Entre 1988 et 1989, il joue le rôle principal du charismatique leader Tony Maldonado dans l'éphémère série inspirée des Guardian Angels, Les Chevaliers de la nuit. Il persiste et signe pour être l'un des héros de la série d'action Brigade de choc à Las Vegas, partageant notamment la vedette aux côtés de Don Franklin et Dennis Franz, mais cette série est aussi rapidement arrêtée.
Ensuite, il se concentre sur le cinéma. Se démarque le film d'action Réclusion à mort de Rod Holcomb dans lequel il seconde John Travolta, il donne la réplique à Michael Keaton, Rene Russo et Anthony LaPaglia dans le drame d'action Un bon flic et porte le thriller Les Princes de la ville aux côtés de Damian Chapa sous la direction de Taylor Hackford. C'est ce dernier long métrage qui lui permet de se faire remarquer grâce à son interprétation d'un ancien membre de gang reconverti en policier coriace. Il s’ensuit des rôles secondaires exposés comme dans Demolition Man, Danger immédiat et La Rivière sauvage.
Mais c'est la série télévisée New York, police judiciaire (Law and Order) qui le fait connaître du grand public et lui permet d'accéder à la notoriété. De 1995 à 1999, il incarne l'inspecteur Reynaldo Curtis, un personnage avec lequel il partage le même caractère métis, un mélange d'autochtone péruvien et des racines germano-anglaises. En 1999, il est nommé pour un Primetime Emmy Award du meilleur acteur dans un second rôle dans une série télévisée dramatique et remporte aussi deux prix lors des ALMA Awards.

#### Cinéma et perte de vitesse
Après avoir quitté la série, il se consacre, dans un premier temps, au cinéma et varie les genres : Il seconde Sandra Bullock dans la comédie d'action Miss Détective, qui lui vaut le Blockbuster Entertainment Awards du meilleur acteur dans un second rôle et participe au drame policier Traffic pour lequel il reçoit un Screen Actors Guild Award avec l'ensemble de la distribution.
Dans le même temps, il connait un premier échec critique avec la romance Un couple presque parfait, portée par Madonna et Rupert Everett, qui lui vaut sa première nomination pour un Razzie Awards, une nomination partagée avec les deux vedettes. Il recevra une seconde citation, en 2004, pour sa participation au blockbuster Catwoman avec Halle Berry et Sharon Stone.
Il a cependant plus de chances grâce au drame biographique Pinero dans lequel il joue le rôle titre, qui lui vaut sa troisième récompense lors des ALMA Awards et qui est aussi récompensé lors de la Berlinale et par le National Board of Review. Il est aussi le premier rôle masculin du thriller Abandon donnant la réplique à la jeune Katie Holmes.
Il incarne ensuite l'étrange beau frère de Kevin Bacon dans The Woodsman et porte le film de guerre Le Grand Raid. Il s'ensuit un retour éphémère à la télévision, lorsqu'il est l'une des vedettes de DOS : Division des opérations spéciales, une série d'espionnage dont seulement quatorze épisodes ont été diffusés sur le réseau NBC.
En 2008, il donne la réplique à Javier Bardem, star du drame L'Amour aux temps du choléra et fait partie du trio vedette du drame indépendant salué par la critique Trucker avec Michelle Monaghan et Nathan Fillion. Juste avant de signer, à nouveau, pour être le héros d'une série, il porte la mini-série de science fiction La Menace Andromède, diffusé sous forme de téléfilms en France.
Il est ensuite le héros de la série dramatique The Cleaner qui ne durera que deux saisons mais qui lui permet de recevoir deux nouveaux prix en tant que meilleur acteur dans une série télévisée dramatique dont un cinquième ALMA. Dans le même temps, il produit et s'octroie un rôle dans le film La Mission, qui est présenté au Festival du film de Sundance, Festival du film de San Francisco et au Palm Springs International Film Festival.
Il fait aussi une nouvelle apparition dans New York, police judiciaire, son personnage faisant un bref retour le temps d'un épisode de la vingtième saison.
Il commence aussi à prêter sa voix pour les besoins de films d'animation populaires tels que Tempête de boulettes géantes et sa suite ainsi que Moi, moche et méchant 2.

#### Rôles réguliers et regain

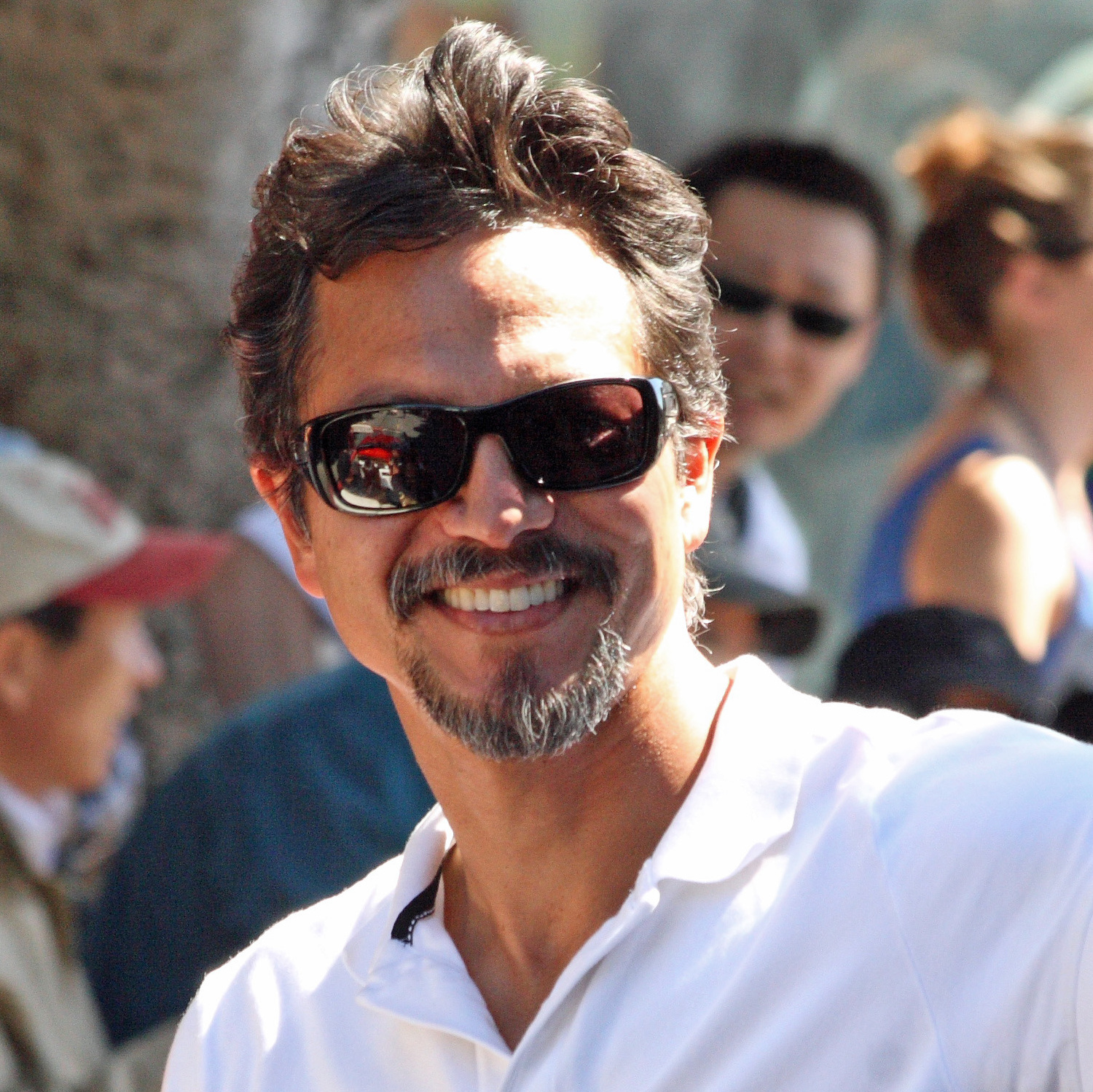
Au Carnaval de San Francisco, en mai 2010.

Il décroche ensuite un rôle récurrent dans l'acclamée Modern Family, jouant l'ex de Sofía Vergara et finit par séduire Addison Forbes-Montgomery, jouée par Kate Walsh dans la première série dérivée de Grey's Anatomy, Private Practice, son personnage est introduit dans la quatrième saison et rejoint la distribution principale des deux dernières saisons.
En 2013, il donne la réplique à Dwayne Johnson dans le film d'action Infiltré. L'année suivante, il est un personnage récurrent de 24: Live Another Day, neuvième saison événement de la série 24 heures chrono.
Après une courte pause, marquée par le film d'animation La Ligue des justiciers : Dieux et Monstres de Sam Liu, il est de retour, en 2016, en étant à l'affiche de quatre longs métrages : d'abord la comédie d'action Mise à l'épreuve 2 avec Ice Cube et Kevin Hart ainsi que la comédie Special Correspondents de Netflix portée par Ricky Gervais et Eric Bana. Ces deux projets sont cependant des échecs critique,. Il peut finalement compter sur le drame biographique Infiltrator avec Bryan Cranston, largement salué ainsi que le blockbuster Doctor Strange, cité pour l'Oscar des meilleurs effets visuels et rencontrant un large succès au box office.
À partir de 2016, il rejoint Queen Latifah en tant que vedette de la série dramatique et musicale Star qui suit le parcours d'un girl group. Il s'agit d'une série qui fait partie du même univers qu'Empire, un autre show à succès du réseau 20th Century Fox Television. Il quitte cependant la série au bout de deux saisons d'un commun accord avec les scénaristes. Libéré de cet engagement, il fait son retour dans Modern Family. 

## Vie privée
De 1998 à 2001, il a été en couple avec l'actrice Julia Roberts, formant un couple très médiatisé.
Le 13 avril 2002, il épouse l'actrice Talisa Soto, qu'il avait rencontrée en tournant Piñero (en). Leur premier enfant, Sophia Rosalinda Bratt, est née le 6 décembre 2002. Leur deuxième enfant, Mateo Bravery Bratt est né le 3 octobre 2005. Depuis sa naissance, Sophia est victime d'une lésion cérébrale qui freine son développement.
Il est engagé dans la lutte pour la défense des droits des communautés des Indiens d'Amérique.

## Filmographie

### Cinéma
- 1988 : Lovers, Partners & Spies de Jan Eliasberg : Estaban
- 1990 : Bright Angel de Michael Fields : Claude
- 1991 : Réclusion à mort de Rod Holcomb : Carlos
- 1991 : Un bon flic de Heywood Gould : Felix
- 1993 : Les Princes de la ville de Taylor Hackford : Paco
- 1993 : Demolition Man de Marco Brambilla : Alfredo Garcia
- 1994 : La Rivière sauvage de Curtis Hanson : Ranger Johnny, le garde-côte
- 1994 : Danger immédiat (Clear and Present Danger) d'après Tom Clancy de Phillip Noyce : le capitaine Ramirez
- 1996 : Follow Me Home de Peter Bratt : Abel (également producteur)
- 2000 : Un couple presque parfait de John Schlesinger : Ben Cooper
- 2000 : The Last Producer de Burt Reynolds : Damon Black
- 2000 : Planète rouge (Red Planet) d'Antony Hoffman : le lieutenant Ted Santen
- 2000 : Miss Détective de Donald Petrie : Eric Matthews
- 2000 : Traffic de Steven Soderbergh : Juan Obregon
- 2001 : Piñero (en) de Leon Ichaso : Miguel Pinero
- 2002 : Abandon de Stephen Gaghan : Wade Handler
- 2004 : The Woodsman de Nicole Kassell : Carlos
- 2004 : Catwoman de Pitof : Tom Lone
- 2005 : Le Grand Raid de John Dahl : le lieutenant-colonel Henry Mucci
- 2008 : L'Amour aux temps du choléra de Mike Newell : le Dr Juvenal Urbino
- 2008 : Trucker de James Mottern : Len Bonner
- 2009 : La Mission de Peter Bratt : Che Rivera (également producteur)
- 2012 : The Lesser Blessed de Anita Doron : Jed
- 2013 : Infiltré de Ric Roman Waugh : El Topo
- 2016 : Mise à l'épreuve 2 (Ride Along 2) de Tim Story : Pope
- 2016 : Infiltrator (The Infiltrator) de Brad Furman : Roberto Alcaino
- 2016 : Special Correspondents de Ricky Gervais : John Baker
- 2016 : Doctor Strange de Scott Derrickson : Jonathan Pangborn
- 2017 : L'Exécuteur (Shot Caller) de Ric Roman Waugh : le shérif Sanchez
- 2019 : Froide vengeance de Shawn Ku : Q
- 2020 : Best Summer Ever de Michael Parks Randa et Lauren Smitelli : le père de Daphné
- 2022 : Dead for a Dollar de Walter Hill : Tiberio Vargas
- 2024 : La Mère de la mariée (Mother of the Bride) de Mark Waters : Will Jackson
- 2025 : Millers in Marriage d'Edward Burns : le journaliste

### Télévision

#### Téléfilms
- 1988 : Une bavure policière de James Darren : l'officier Dave Ramirez
- 1989 : Nasty Boys (en) de Rick Rosenthal : Eduardo Cruz
- 1993 : Shadowhunter de J.S. Cardone : Nakai Twobear
- 1994 : Texas de Richard Lang : Benito Garza
- 1996 : Sans alternative de Evelyn Purcell : Jim Mercer
- 1998 : Le Retour de l'inspecteur Logan de Jean de Segonzac : l'inspecteur « Rey » Curtis (téléfilm basé sur New York, police judiciaire)
- 2001 : Orage aux Bahamas (After the Storm) de Guy Ferland : Arno

#### Séries télévisées
- 1987 : Juarez : le sergent Rosendo Juarez (pilote non retenu)
- 1988-1989 : Les Chevaliers de la nuit : Tony Maldonado (rôle principal, 9 épisodes)
- 1990 : Brigade de choc à Las Vegas : Eduardo Cruz (rôle principal, 13 épisodes)
- 1995-1999 : New York, police judiciaire : l'inspecteur « Rey » Curtis (rôle principal des saisons 6 à 9, 94 épisodes)
- 1996-1999 : Homicide : l'inspecteur « Rey » Curtis (3 épisodes)
- 2003 : Frasier : Kevin, au téléphone (1 épisode)
- 2005-2006 : DOS : Division des opérations spéciales (E-Ring) : le lieutenant-colonel Jim Tisnewski (rôle principal, 23 épisodes)
- 2008-2009 : The Cleaner : William Banks (rôle principal, 26 épisodes ; également producteur d'un épisode)
- 2008 : La Menace Andromède : le Dr Jeremy Stone (rôle principal, 4 épisodes)
- 2009 : New York, police judiciaire : « Rey » Curtis (saison 20, 1 épisode)
- 2010-2020 : Modern Family : Javier Delgado (7 épisodes)
- 2011-2013 : Private Practice : le Dr Jake Reilly (invité saison 4 et rôle principal des saisons 5 et 6, 36 épisodes)
- 2014 : 24 heures chrono : Steve Navarro (rôle récurrent, 10 épisodes)
- 2016-2018 : Star : Jahil Rivera (rôle principal, 33 épisodes)
- 2022 : DMZ : Parco Delgado (4 épisodes)
- 2023 : Poker Face : Cliff LeGrand (saison 1, 5 épisodes)
- 2025 : Andor : Bail Organa (saison 2, 3 épisodes)

### Doublage
- 2009 :Tempête de boulettes géantes de Phil Lord et Chris Miller : Manny (voix)
- 2013 : Moi, moche et méchant 2 (Despicable Me 2) de Pierre Coffin et Chris Renaud : Eduardo Perez (voix)
- 2013 : L'Île des Miam-nimaux : Tempête de boulettes géantes 2 de Cody Cameron et Kris Pearn : Manny (voix)
- 2013 : Despicable Me: Minion Rush (jeu vidéo) : El Macho (voix)
- 2015 : Justice League: Gods and Monsters Chronicles (en) (mini-série télévisée d'animation) : Superman / Hernan Guerra (voix, 1 épisode)
- 2015 : La Ligue des justiciers : Dieux et Monstres de Sam Liu : Superman / Hernan Guerra (voix)
- 2017 : Coco de Lee Unkrich : Ernesto de la Cruz (voix)

## Distinctions

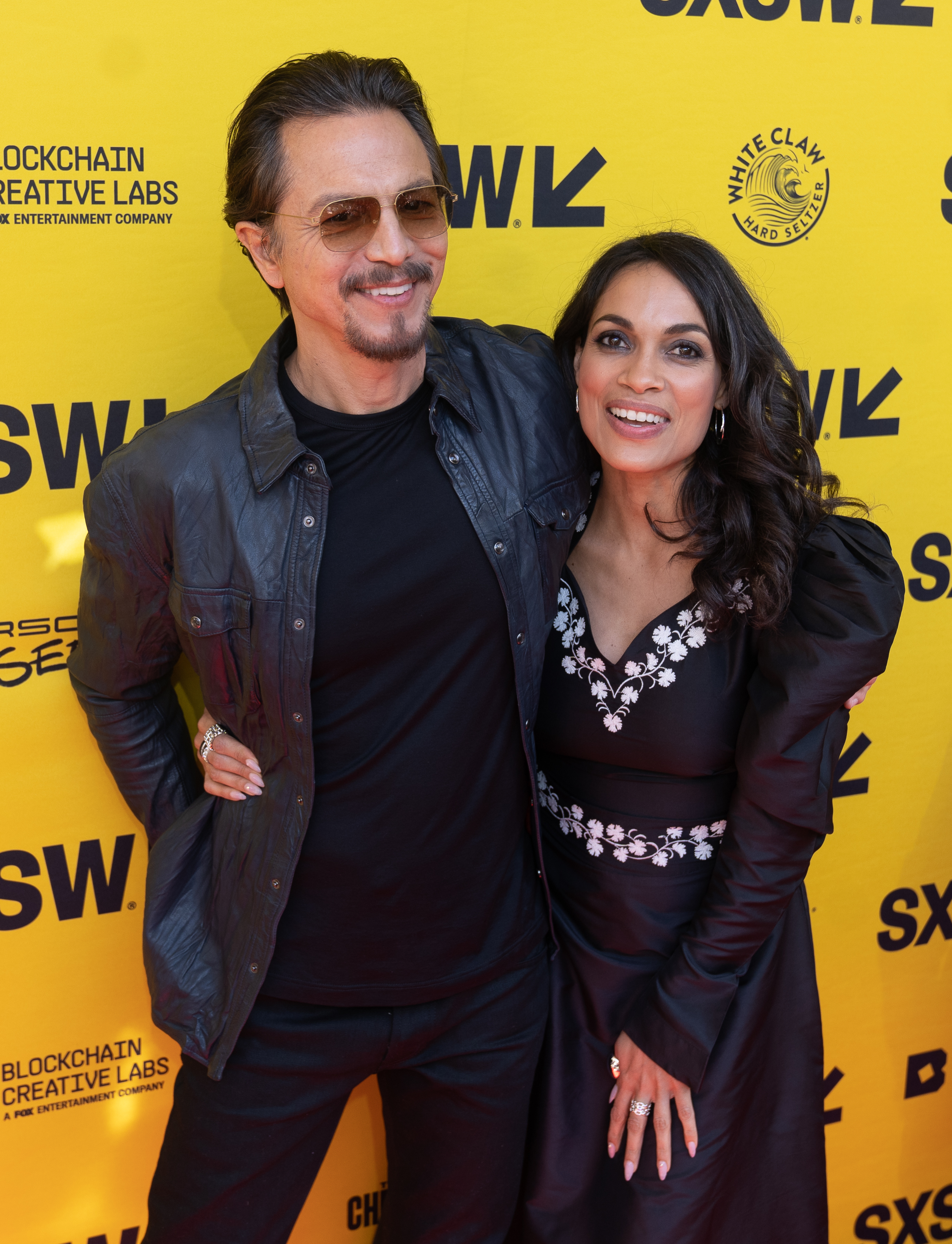
L'acteur avec Rosario Dawson en 2022.

Sauf indication contraire ou complémentaire, les informations mentionnées dans cette section proviennent de la base de données IMDb.

### Récompenses
- ALMA Awards 1998 : meilleur acteur dans une série télévisée dramatique pour New York, police judiciaire
- ALMA Awards 1999 : 
  - meilleur acteur dans une série télévisée dramatique pour New York, police judiciaire
  - meilleur acteur dans une mini-série où un téléfilm pour Police contre police
- Blockbuster Entertainment Awards 2001 : meilleur acteur dans un second rôle dans un film comique pour Miss Détective
- 7e cérémonie des Screen Actors Guild Awards 2001 : meilleure distribution pour Traffic, prix partagé avec Steven Bauer, James Brolin, Don Cheadle, Erika Christensen, Clifton Collins Jr., Benicio del Toro, Michael Douglas, Miguel Ferrer, Albert Finney, Topher Grace, Luis Guzmán, Amy Irving, Tomás Milián, D. W. Moffett, Dennis Quaid, Peter Riegert, Jacob Vargas et Catherine Zeta-Jones.
- ALMA Awards 2002 : meilleur acteur pour Piñero (en)
- ALMA Awards 2009 : meilleur acteur dans une série télévisée dramatique pour The Cleaner
- Prism Award 2009 : meilleur acteur dans une série télévisée dramatique pour The Cleaner
- Imagen Foundation Awards 2010 : meilleur acteur pour La Mission
- Oaxaca FilmFest 2010 : meilleur acteur pour La Mission
- Behind the Voice Actor Awards 2018 : meilleure performance de doublage par une distribution dans un film pour Coco

### Nominations
- NCLR Bravo Awards 1996 : meilleur acteur dans une série télévisée dramatique pour New York, police judiciaire
- 2e cérémonie des Screen Actors Guild Awards 1996 : meilleure distribution pour une série télévisée dramatique dans New York, police judiciaire
- 3e cérémonie des Screen Actors Guild Awards 1997 : meilleure distribution pour une série télévisée dramatique dans New York, police judiciaire
- Online Film & Television Association 1998 : meilleur acteur dans un second rôle dans une série télévisée dramatique pour New York, police judiciaire
- 4e cérémonie des Screen Actors Guild Awards 1998 : meilleure distribution pour une série télévisée dramatique dans New York, police judiciaire
- Primetime Emmy Awards 1999 : meilleur acteur dans un second rôle dans une série télévisée dramatique pour New York, police judiciaire
- 5e cérémonie des Screen Actors Guild Awards 1999 : meilleure distribution pour une série télévisée dramatique dans New York, police judiciaire
- 6e cérémonie des Screen Actors Guild Awards 2000 : meilleure distribution pour une série télévisée dramatique dans New York, police judiciaire
- 21e cérémonie des Razzie Awards 2001 : Pire couple à l'écran pour Un couple presque parfait, nomination partagée avec Madonna et Rupert Everett
- 24e cérémonie des Razzie Awards 2004 : Pire couple à l'écran pour Catwoman, nomination partagée avec Halle Berry et Sharon Stone
- Imagen Awards 2009 : meilleur acteur de télévision pour The Cleaner
- ALMA Awards 2012 : meilleur acteur dans une série télévisée dramatique pour Private Practice
- Imagen Awards 2013 : meilleur acteur de télévision pour Private Practice
- Behind the Voice Actor Awards 2014 :
- meilleure performance vocale d'ensemble dans un film pour L'île des Miam-nimaux: Tempête de boulettes géantes 2
- meilleure performance vocale d'ensemble dans un film pour Moi, moche et méchant 2

## Voix francophones
En France, Maurice Decoster est la voix régulière de Benjamin Bratt. En parallèle, Bernard Gabay l'a doublé à cinq reprises.
Au Québec, il est principalement doublé par Pierre Auger.